# Magdeleine Brard

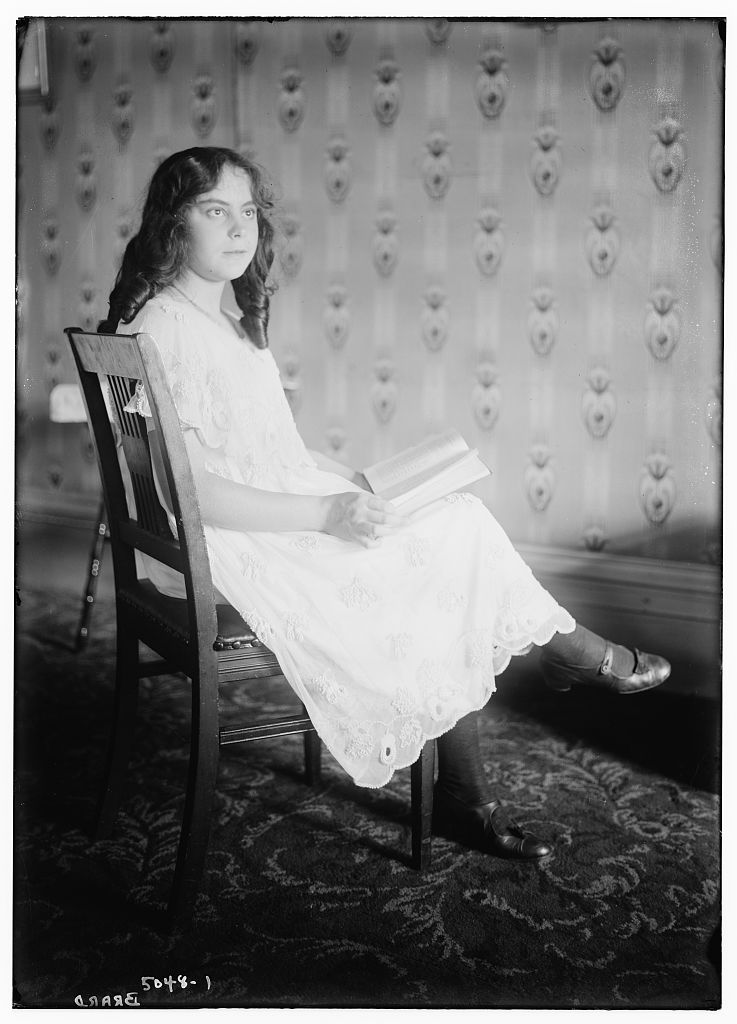

Magdeleine Brard (* 7. August 1903 in Pontivy; † 3. Juni 1998 in Nizza), auch als Magda Brard bekannt, war eine französische Pianistin. In den 1930er-Jahren war sie mit Benito Mussolini liiert und leitete, unter seiner Schirmherrschaft, eine Musikschule in Turin.

## Jugend
Magda Marie Anna Brard wurde in Pontivy, Bretagne, geboren. Sie war die Tochter von Alfred Brard, Geschäftsmann und Politiker. Ihr Bruder Roger Brard (1907–1977) wurde Admiral in der Marine und Präsident der Société Mathématique de France. Sie studierte unter der Leitung von Alfred Cortot am Conservatoire de Paris und gewann einen ersten Preis.

## Musikalische Karriere
Magdeleine Brard absolvierte 1919 eine vom Ministerium für Kultur unterstützte Tournee in den Vereinigten Staaten. Sie war mit 15 Jahren die jüngste Klaviersolistin, die je an der Metropolitan Opera auftrat.
Im Frühling 1922 gab sie in Frankreich 20 Konzerte und kehrte im Herbst für weitere Konzerte in die Vereinigten Staaten zurück. Während ihres Aufenthaltes nahm sie 1922 freiwillig an einem Forschungsprogramm der Cleveland School of Character Diagnosis teil, eine Klinik, die die Persönlichkeit von hochbegabten Personen erforscht. In den 1920er-Jahren nahm sie Klavierwerke von Liszt, Chopin, Schumann, Skrjabin, Chabrier, Arenski, Massenet, Fauré, und Saint-Saëns auf Klavierrollen auf und spielte unter anderem 1925 im Hippodrome State Theater in Gainesville (Florida).
Während ihrer ersten Schwangerschaft spielte sie 1926 für Benito Mussolini in der Villa Torlonia, Mussolinis damaligem Wohnsitz. Im folgenden Jahr waren sie ein Liebespaar. Mussolini fordert von ihr, auf weitere Konzerte zu verzichten und untersagte der italienischen Presse, von den Veranstaltungen, bei denen sie auftrat, zu berichten. Gerüchte, dass sie eine französische Spionin sei, wurden verbreitet, was Mussolinis Vertrauen in sie schwächte.
Sie gründete 1933 in Turin die Musikschule Accademia della musica, die sie von 1933 bis 1943 leitete. 1945 wurde sie verhaftet, aber nach Intervention französischer Diplomaten frei gelassen. Sie kehrte nach dem Krieg nach Paris zurück. Später unterrichtete sie Italienisch in einer privaten Sprachschule und gab private Klavierstunden in Nizza.

## Privatleben
Magdeleine Brard heiratete 1920 Edmondo Michele Borgo, einen reichen italienischen Geschäftsmann. Das Paar ließ sich 1936 scheiden. Sie hatte drei Kinder: Reginaldo (geboren 1926), Sohn von Edmondo Borgo; Vanna (geboren 1932), die Benito Mussolinis biologische Tochter sein könnte und Micaela (geboren 1942), Tochter des Schweizer Geschäftsmannes Enrico Wild († 1955), den Brard 1945 heiratete. Magdeleine Brard starb 1998 im Alter von 94 Jahren in Nizza.